# Saint-Vincent-de-Durfort
Saint-Vincent-de-Durfort is een gemeente in het Franse departement Ardèche (regio Auvergne-Rhône-Alpes) en telt 207 inwoners (2005). De plaats maakt deel uit van het arrondissement Privas.

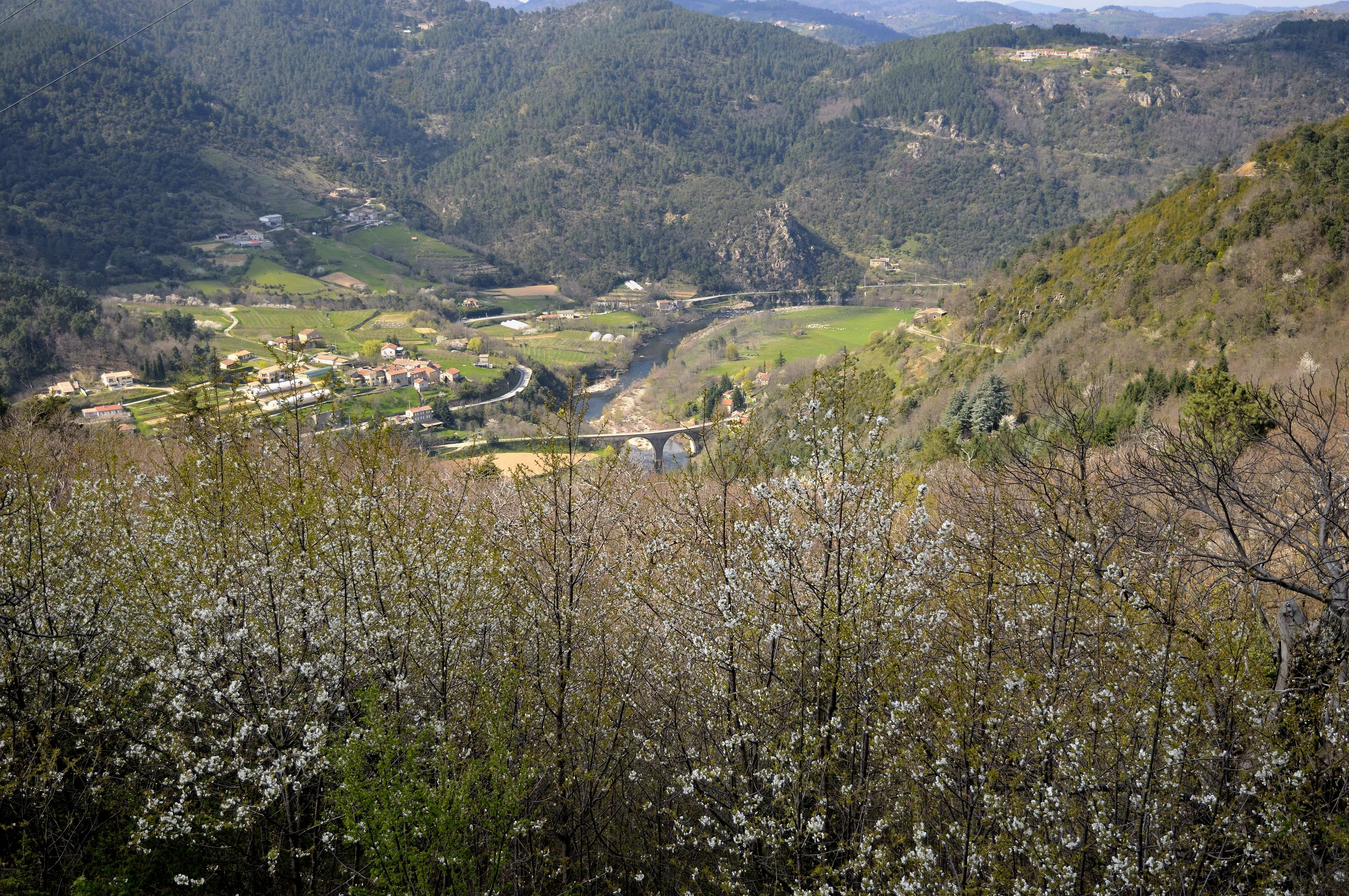
Vallei van de Eyrieux
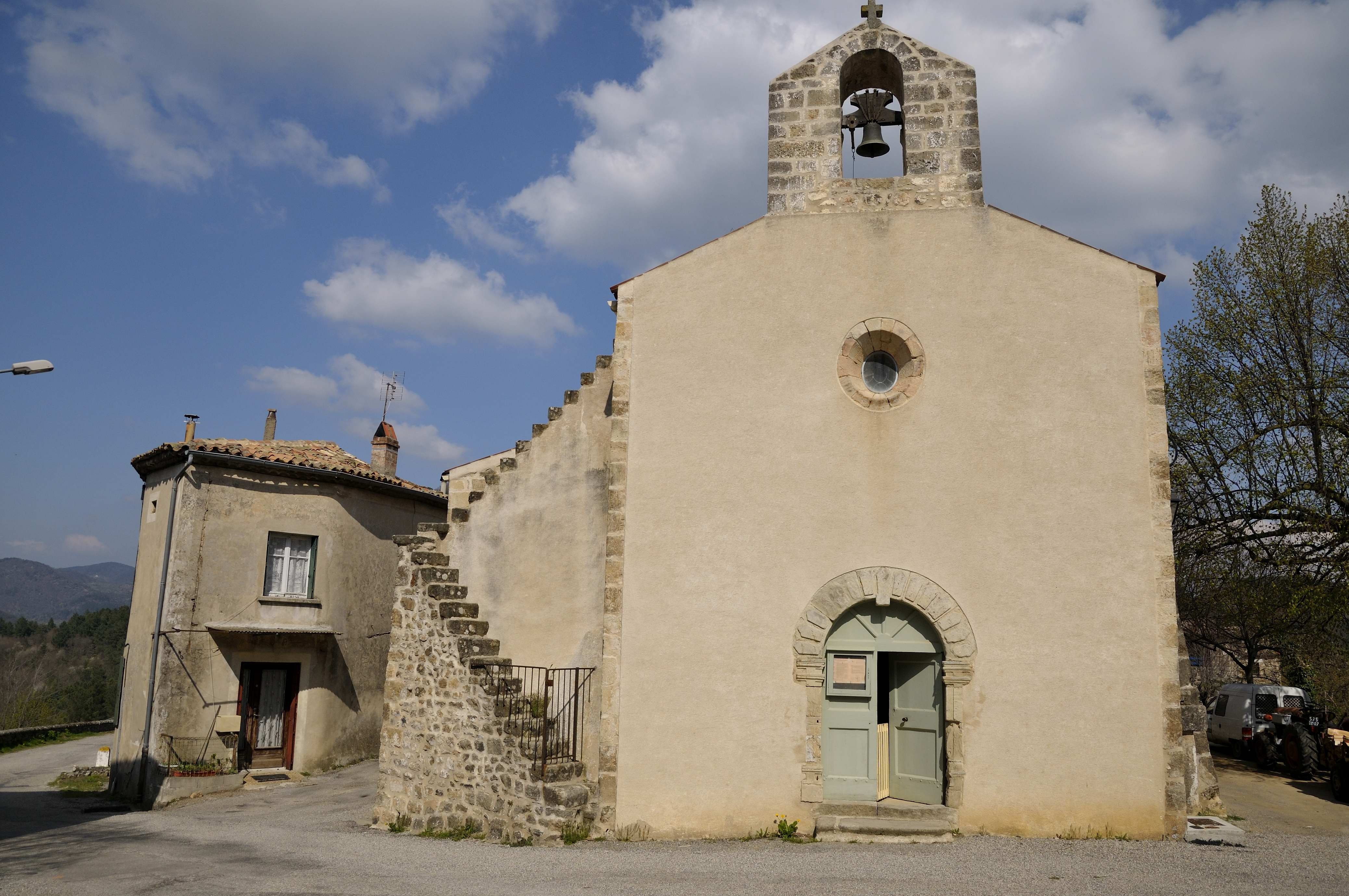
Kerk van Saint-Vincent-de-Durfort
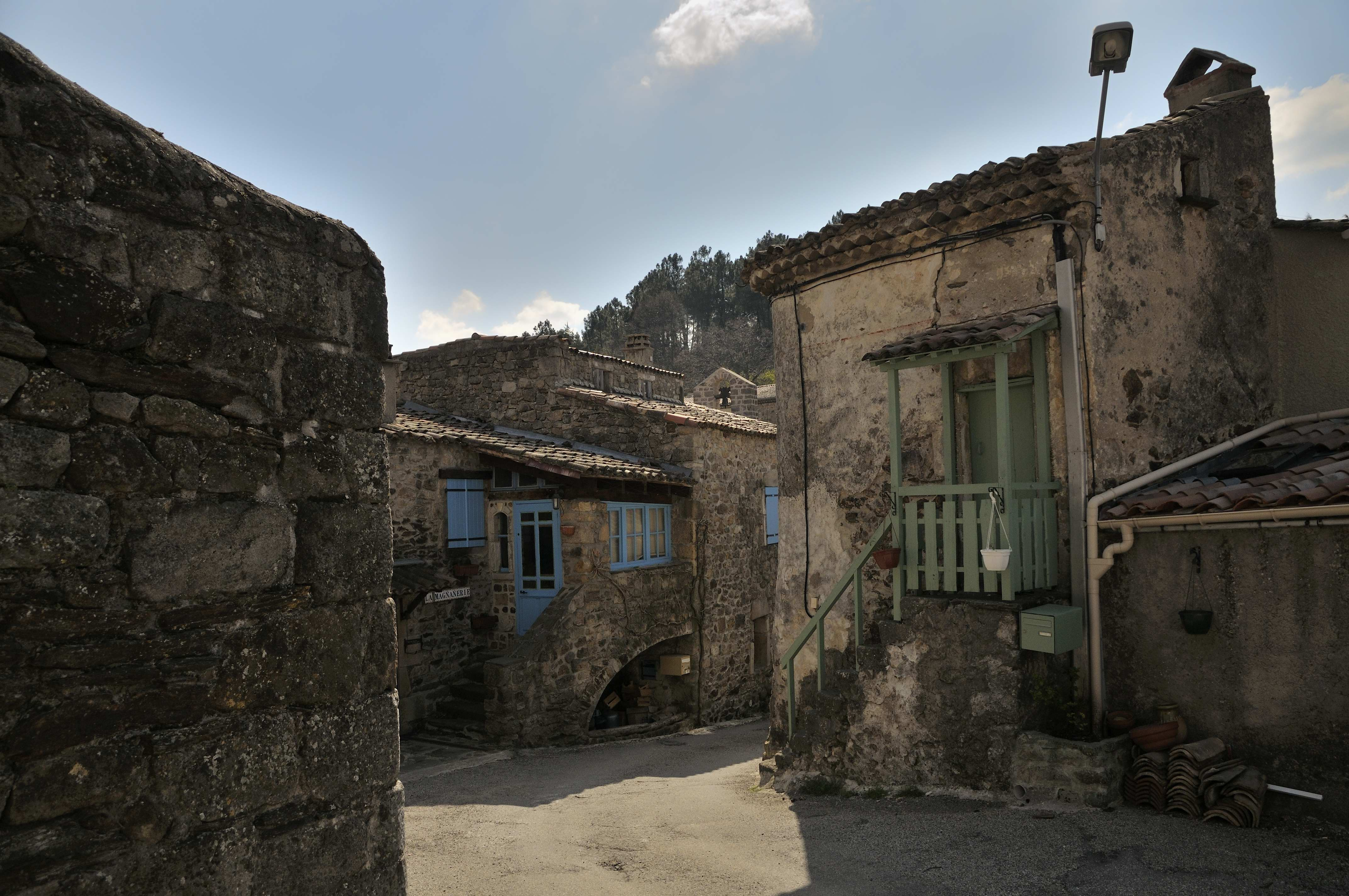
Straatje in  Saint-Vincent-de-Durfort

## Geografie
De oppervlakte van Saint-Vincent-de-Durfort bedraagt 12,5 km², de bevolkingsdichtheid is 16,6 inwoners per km².

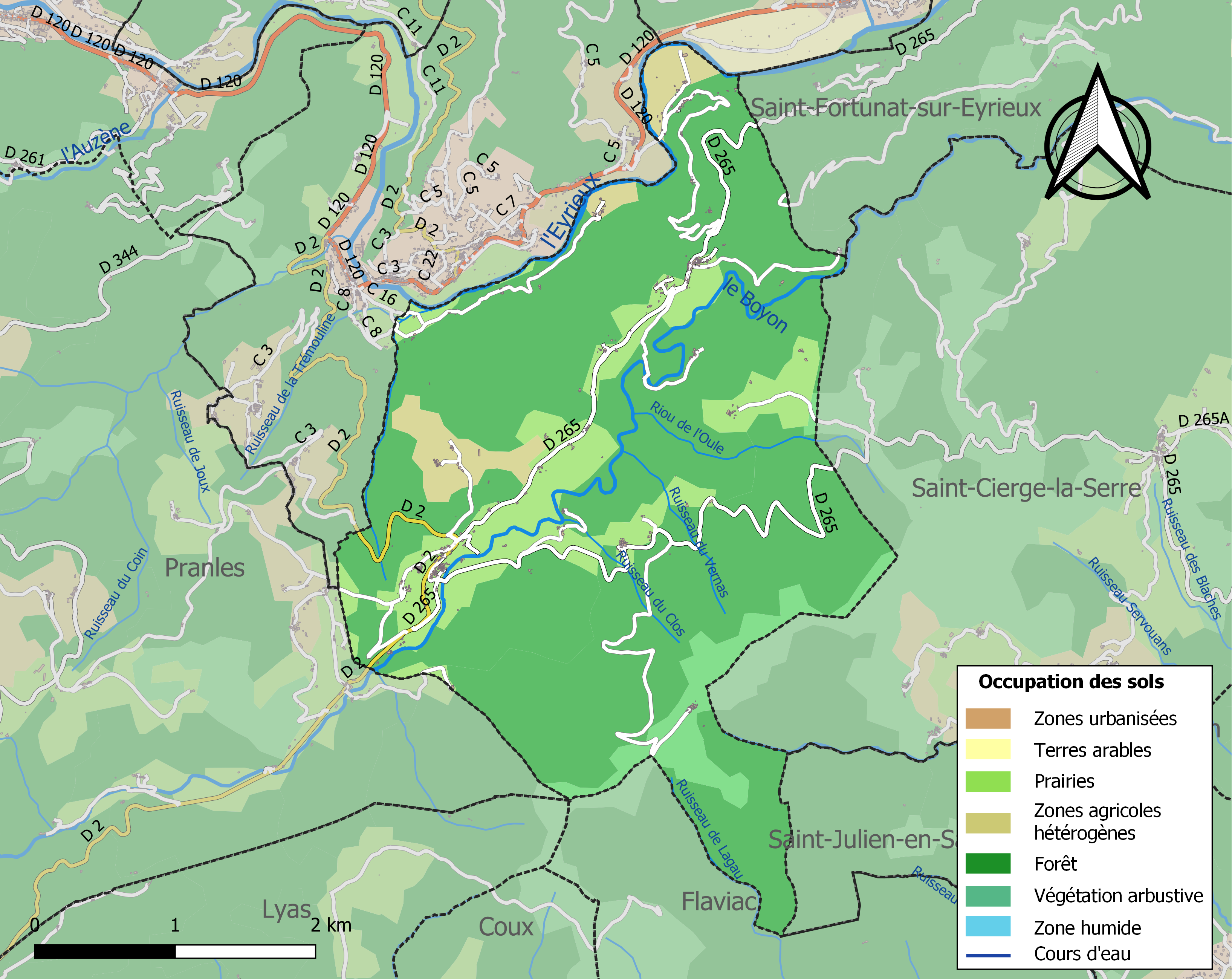
Kaart van de gemeente met belangrijkste infrastructuur, bodemgebruik en omliggende gemeenten

## Demografie
Onderstaande figuur toont het verloop van het inwonertal (bron: INSEE-tellingen).

Vanwege een beveiligingsprobleem met de MediaWiki Graph-software is het momenteel niet mogelijk deze grafiek weer te geven. Zodra de software is bijgewerkt zal de grafiek vanzelf weer zichtbaar worden.